# Payne Whitney Psychiatric Clinic
Il Payne Whitney Psychiatric Clinic è un ospedale situato a Manhattan, nello Stato di New York.

## Storia
Alla sua morte, avvenuta nel 1927, Payne Whitney lasciò i fondi per la costruzione della clinica. Vi furono ricoverate molte celebrità, fra cui Robert Lowell, Marilyn Monroe, Mary McCarthy, che scrisse un libro su tale esperienza, e il poeta James Schuyler che vi dedicò diverse poesie raccolte nel "The Payne Whitney Poems".